# Cicurina lichuanensis
Espèce
Cicurina lichuanensis est une espèce d'araignées aranéomorphes de la famille des Cicurinidae.

## Distribution
Cette espèce est endémique du Hubei en Chine,. Elle se rencontre vers Lichuan.

## Description
Le mâle holotype mesure 3,96 mm, le mâle paratype 3,72 mm et les femelles paratypes 3,43 et 3,76 mm.

## Systématique et taxinomie
Cette espèce a été décrite par Wang, Zhou et Peng en 2019.

## Étymologie
Son nom d'espèce, composé de lichuan et du suffixe latin -ensis, « qui vit dans, qui habite », lui a été donné en référence au lieu de sa découverte, Lichuan.

## Publication originale
- Wang, Zhou & Peng, 2019 : « Four new species of the spider genus Cicurina Menge, 1871 from China (Araneae: Dictynidae). » Zootaxa, no 4615(2), p. 351-364.